# 柳信男
柳信男，台灣歌仔戲音樂家，工武場（戲曲樂隊打擊樂部）和文場（戲曲樂隊旋律部），能打鼓和彈電子琴。
他的歌仔戲司鼓作品有大型舞台公演《范蠡獻西施》（朱蔚嘉音樂設計，柯銘峰文場領導、主弦）、《玉石變》（柯銘峰音樂設計、文場領導、主弦，曹復永導演，2008年6月28日在台灣高雄縣鳳山市世界首演）等。
他在2008年的大型舞台歌仔戲公演《魅湖咒》（朱蔚嘉音樂設計，柯銘峰主弦，莊家煜管樂器，莊步超打擊樂器，黃建銘打鼓）裡演奏電子琴。